# 5 سنوات لاحقة

شعار "5 سنوات لاحقة" بالعربية

5 سنوات لاحقة ( بالإنجليزية : 5 Years Later ) هي سلسلة قصص مصورة أمريكية ,و قد تم تأليفها من قبل روبرت دانيال أوربيلا، المعروف على الإنترنت باسم كيورو الفنان و تم إنتاجها من قبل فريق the ink tank الذي تم تأسيسه سنة 2018 ,تتحدث القصة المصورة عن لقاء حصري بين بن 10 (من تأليف Man of Action ومملوكة لشركة Cartoon Network) و داني الشبح (من تأليف بوتش هارتمان ومملوكة لنيكلوديون) إضافة إلى الغازي زيم لاحقا .

## القصة و الأحداث
حادث متعدد الأبعاد يجبر البطل الخارق المقاتل للأشباح داني فانتوم بعد تقاعده لمدة خمس سنوات عندما قام خصمه القديم، فلاد بلازميوس بالتحالف مع إيون السائر عبر الزمن في في محاولة لإحداث الفوضى عبر الكون المتعدد ,بمساعدة الشرطي الفضائي متغير الأشكال بن 10، يقوم البطلان بخوض معركة ملحمية لإنقاذ الكون المتعدد في وسط ملحمة قد تغير شخصيتيهما إلى الأبد .

## الشخصيات

### الأبطال:
داني الشبح : دانييل جوناثان فينتون، المعروف أيضًا بالإسم البطولي داني فانتوم ( المعروف في الوطن العربي بـ : داني الشبح )،عمره الحالي في القصة هو 20 سنة ، هو بطل الرواية الرئيسي في قصة 5 Years Later.
خلال السنوات القليلة الأولى من كونه بطلاً، واجه داني مشكلة في التحكم في قواه الشبحية ومحاولة عيش حياة طبيعية عندما كان مراهقًا. غالبًا ما يتساءل داني عما إذا كانت صلاحياته نعمة أم نقمة، بسبب الاضطرار المستمر إلى إنقاذ منزله من تهديد الأشباح من منطقة الأشباح وحاجته أيضًا إلى الحفاظ على سرية هويته. ومع ذلك، كان دائمًا يضع نفسه في المرتبة الأخيرة عندما يتطلب الأمر ذلك، ويواجه كل تهديد يأتي في طريقه دون تردد.
منذ تقاعده من قتال الأشباح لمدة 5 سنوات تقريبًا، أصبح داني أكثر تحفظًا وثباتًا. إنه يركز على عائلته وأصدقائه أكثر من تركيزه على مصير العالم، لكنه لا يزال يضع مصلحة الإنسانية في قلبه.
بن 10 : بنجيمين كوربي تينيسون, المعروف أيضًا بالإسم البطولي بن 10، عمره الحالي في القصة هو 21 سنة، هو شخصية رئيسية في قصة "5 سنوات لاحقة". ظهر لأول مرة في الفصل الأول: الجانب الآخر. إنه إنسان نشأ من كوكب الأرض في عالمه.
في الأصل كان طفلًا عاديًا يبلغ من العمر عشر سنوات من بيلوود، عثر بن على الأومنيتريكس، وهو جهاز قوي يشبه الساعة سمح له بالتحول إلى أعداد عديدة من الكائنات الفضائية. باستخدام هذا، أصبح بطلًا خارقًا مشهورًا على الأرض وخارجها، وأنقذ الكون في مناسبات مختلفة.
غوين تينيسون : جويندولين كاثرين تينيسون، المعروفة باسم جوين تينيسون في سنوات مراهقتها وطفولتها، هي شخصية في قصة "5 سنوات لاحقة" والتي ظهرت لأول مرة في الفصل الثاني: الشبح الوحيد. هي ابنة عم بن تينيسون .
كيفين ليفين : كيفن إيثان ليفين، هو بطل في قصة "5 سنوات لاحقة" ، ظهر لأول مرة في الفلاش باك في الفصل الثاني: الشبح الوحيد. حين كان في سن الـ11 كان عدو بن 10 اللدود ،لكنه تاب عن أفعاله و هو الآن صديق بن المفضل . لديه القدرة على امتصاص الحمض النووي و المعادن و ماشابه ذلك ، و هذا راجع لكونه نصف أوسموزيان و نصف هجين بشري .
روك بلونكو : الماجستر ( نوع من الرتب القيادية ) روك بلونكو ، ظهر لأول مرة في الفصل الأول: الجانب الآخر. كما أنه مخلوق فضائي من كوكب ريفونا الموجود في عالم بن 10 .

### الأشرار:
إيون : هو العدو الرئيسي في قصة "5 سنوات لاحقة". ظهر لأول مرة في الفصل الثاني: الشبح الوحيد. وهو من جنس الكرونيان الذين يعتبرون بشرا من عالم آخر تمكنوا من خرق قوانين الفيزياء حتى أدى ذلك لهلاك معظمهم ، يحاول إيون غزو الكون المتعدد لتوفير مكان لعيش شعبه بعد أن أصبح عالمهم غير صالح للعيش.
فلاد بلازميوس : فلاديمير سيلفر ماسترز المعروف أيضًا باسم فلاد ماسترز، أو كما يطلق عليه فلاد بلازميوس ، هو هو أحد الأشرار في قصة "5 سنوات لاحقة". ظهر لأول مرة في الفصل الأول: الجانب الآخر. إنه نصف إنسان و نصف شبح من كوكب الأرض في عالم داني فانتوم.
الغازي زيم : هو أحد الأشرار في قصة "5 سنوات لاحقة" ، ظهر لأول مرة في الفصل 3: لم الشمل. إنه مخلوق فضائي من فصيلة إيركين ( Irken ) من كوكب إيرك ( Irk )، حاول زيم غزو الارض الموجودة في عالمه إلى أنه كان يفشل دائما ، و الآن قد تحالف مع إيون الذي وعده بقوة و حكم كبيرين شرط أن يزوده بالتكنولوجيا.
الدكتور أنيمو : الدكتور ألويسيوس جيمس أنيمو، الذي يشار إليه عادةً بالدكتور أنيمو، هو أحد الأشرار في قصة "5 سنوات لاحقة". ظهر لأول مرة في الفصل الرابع: الأسياد الساقطون. إنه إنسان من كوكب الأرض في عالم بن 10. و هو عدو قديم لبن تينيسون.
تيكنوس : نيكولاي تكنوس 9.0، يشار إليه عادةً باسم تكنوس فقط، هو أحد الأشرار في قصة "5 سنوات لاحقة" . ظهر لأول مرة في الفصل الرابع: الأسياد الساقطون. إنه شبح من منطقة الاشباح ،و هو عدو قديم لداني الشبح

## مراحل الإنتاج

### بداية الفكرة:
في أوائل عام 2015، نفذ كيورو طلبات رسم مجانية على فيسبوك للدعاية. كان أحد الطلبات عبارة عن صورة لبن تينيسون وهو يستخدم Ghostfreak لمحاربة داني فانتوم. بعد اكتماله، أصبح كيورو مفتونًا بفكرة قتال بن وداني معًا وبدأ في رسم نسخ منهما في العديد من الأساليب الفنية على مدار عام 2015.
كلما أصبحت الرسوم التوضيحية أكثر تفصيلاً، كلما بدأت القصة في التطور. في الأصل، تمت كتابته ككتاب هزلي قصير من خمسة فصول. حدث ذلك بعد وقت قصير من انتهاء كل من سلسلة الرسوم المتحركة لبن 10 و بالتحديد جزء بن 10 أومنيفرس، و سلسة الرسوم المتحركة لداني الشبح.و لكن في القصة الأولية لم يكن إيون مشاركًا، ولم يكن هناك جهد كبير لتمييزه عن روايات المعجبين العادية.
في ذلك الوقت تقريبًا، تم إصدار فيديو YouTube الأول لـ Danny Phantom: 10 Years Later لبوتش هارتمان. ألهم هذا كيورو لتطوير القصة بشكل أكبر، وإضافة تخطي زمني كبير لإعطاء مساحة كبيرة لتوسيع الأكوان بشكل أكبر.

### فريق The Ink Tank:
روبرت دانيال أوربيلا : المعروف أيضا بـكيورو الفنان ، هو مؤسس فريق the Ink Tank و مألف " 5 سنوات لاحقة " .كيورو من مواليد يوم 17 أبريل 1996 في ورسستر، ماساتشوستس. تخرج من المدرسة الثانوية وأكمل سنة واحدة في الكلية قبل أن يترك الدراسة للتركيز أكثر على فنه. تم إطلاق صفحته على الفيسبوك، Kuro the Artist، رسميًا في 12 يناير 2015، والتي كانت الخطوة الأولى نحو مسيرته المهنية . بدأ كتابة "5 سنوات لاحقة" في أكتوبر 2016 تقريبًا. أسس كورو The Ink Tank رسميًا في يونيو 2018. في 20 فبراير 2019، وصلت قناة كورو على اليوتيوب إلى 100000 مشترك. في 24 أبريل 2019، تمت إعادة تسمية قناة Kuro the Artist على YouTube رسميًا إلى The Ink Tank.
هورشي لي كيشون ويليامز و هو المدير و المنظم لـ the Ink Tank . التقى هورشي بكيورو على موقع يوتيوب في عام 2007. وعملا في عدة مشاريع أخرى قبل "5 سنوات لاحقة". و قد وافق كيورو على جعله مدير صفحته على فايس بوك ثمّ يوتيوب , و في النهاية توصلوا إلى نتيجة مفادها أنهم يريدون تحويل القناة إلى شيء أكبر .
رايان أشر أو كما هو معروف بـ"O.R.Ash" ، هو فنان و مستشار في قصة " 5 سنوات لاحقة " و مؤلف عرض الرسوم المتحركة على اليوتيوب المعروف بـAnd Beyond . دخل رايان في الفن عندما كان في المدرسة الابتدائية من خلال رسم Pokémon Fusions للتداول مقابل غداء الطلاب الآخرين. عندما كان ريان في المدرسة الثانوية، سقط من على المسرح وأصيب بجروح بالغة. وأدى الحادث إلى توتر أعصاب نصف وجهه، وقال مازحا إنه الآن أصبح له وجهان. لقد أمضى أربع سنوات في الكوميديا الارتجالية، لكن فصلًا فنيًا واحدًا فقط انتهى به الأمر بالانسحاب بعد الفصل الدراسي الأول.كان رايان يفكر في الإنضمام إلى The Ink Tank فأصبح في النهاية يساعدهم في مشاريعهم . انضمام رايان أحدث تغييرا كبيرا على الفريق و قد ظهر أسلوبه الفني في قصة "5 سنوات لاحقة" إبتداءًا من الفصل الثامن , كما أنه أنتج أحد أفضل السلاسل في القناة و هي And Beyond .
أيفري ت مارتينز الثاني المعروف أيضا بـفرو،هو صانع محتوى على قناة اليوتيوب الخاصة بـthe Ink Tank . لقد كان فرو يعرف هورشي منذ سنوات و قد كانا يحبان الدردشة من حين لآخر .التقى فرو بكيورو بعد بضع سنوات، في عام 2013 تقريبًا، وعلى الرغم من أنهما لم يتحدثا كثيرًا حتى عام 2017، إلا أنهما كان لديهما دائمًا تفاهم واحترام متبادلان للمواهب الفنية لبعضهما البعض. في منتصف عام 2018، سأل كورو وهورشي Fro عما إذا كان يريد أن يكون جزءًا من The Ink Tank وأجاب بسرعة بنعم سريعًا.
كيلين جوف من مواليد يوم 3 فبراير 1995 في تورانس, كاليفورنيا. ولد مصابًا بالتوحد وأصبح ممثلًا صوتيًا في وقت مبكر من حياته. وهو أيضًا معجب كبير بـ Ben 10 و Transformers. هو ممثل صوتي أمريكي اشتهر بأدائه مثل Funtime Freddy وFredbear من Five Nights at Freddy's، وOverhaul من My Hero Academia، إلى جانب Diavolo من Jojo's Bizzare Adventure: Golden Wind، وغيرها الكثير.بعد التواصل مع The Ink Tank لإظهار دعمه لـ 5 Years Later، طور جوف صداقة مع الفريق، مما أدى إلى عدد قليل من عمليات التعاون.
ألكساندر مايكل , ( عضو سابق ) إلا أنه قد ساهم بشكل كبير في صناعة قصة "5 سنوات لاحقة" , حيث أنه عمل على الفصول السبعة الأولى من 5 Years Later كفنان تصاميم ومستشار قصة بدءًا من فبراير 2017 و قد كان أول تصميم له هو " التوكوستار المتحول " . أسلوبه الفني يشبه الأسلوب المستخدم في سلسلة بن 10 أومنيفرس .أدى دوره في 5 Years Later في النهاية إلى إنشاء The Ink Tank (الذي تم تأسيسه رسميًا في يونيو 2018) لإعلام المعجبين بأن القصة المصورة تم تطويرها بواسطة فريق من الفنانين، وليس حصريًا بواسطة كيورو . في ديسمبر 2018 غادر ألكس الفريق بسبب الاختلافات الإبداعية.

### إعادة المعايرة:
إعادة المعايرة ( 5 Years Later: Recalibrated ) هي محاولة لإعادة رسم الفصول و تعديل بعض الحوارات بشكل رسمي دون إضافات محورية أو تأثير على الشكل الأصلي للقصة .

### الموشن كوميك ( the motion comic ):
هي محاولة لعرض القصة المصورة بطريقة فنية عن طريق إضافة بعض التحريكات للشخصيات و الصفحات مع وجود أصوات و طاقم دبلجة ,و قد تم الإعلان بشكل رسمي عن المشروع في 11/10/2023 ، حيث تم نشر الإعلان على منصة يوتيوب بعنوان : " 5 Years Later | Official Trailer | Crossover Series "

### طاقم التمثيل:[4]
قام فريق The Ink Tank بالإستعانة بمجموعة مميزة من الممثلين لتأدية أصوات الشخصيات في نسخة الموشن كوميك ( القصة المصورة المتحركة ) و قد كان طاقم الدبلجة كالتالي :
- Scott Frerichs : Danny Fenton, Slash
- Paxton Lee : Ben Tennyson, Feedback, Gravattack, Jetray, Upgrade
- Brook Chalmers : Vlad Masters
- Jonah Scott : Eon, Technus
- Kellen Goff : Dr. Animo, Humungousaur, Echo Echo, Hack, Lodestar, NRG, Planet Buster, TV Slapback, Ultimate Echo Echo, XLR8
- Andrew Russell : Kevin Levin, Zim
- A.J. Beckles : Rook Blonko
- Xander Mobus : Cooper Daniels, Armodrillo, Atomix, Diamondhead, Four Arms, Magister Labrid, Rath, Soap Reef, Suckerpunch (TV Vilgax), Vilgax
- Julisa Lopez : Gwendolyn Tennyson, TV Ben
- Rob Orpilla : GIR, Slingshot, Swampfire
- Ryan Asher : Ghostfreak, Blukic, Chromastone, Driba, Phil Gacks
- Juicy Flannigan : Lula
- Imari Williams : Crawnch, UltraViolent, Skulker, Statter
- Chris Crockett-Sears : GoTro
- An Actual Cricket : Chirp
- Elsie Lovelock : Eve, Ember McClain, Pesky Dust
- Paul Eiding : Max Tennyson

### الفنون و المؤثرات الإضافية:
- رايان أشر أو كما هو معروف بـ"O.R.Ash"
- Crystalmoon101
- Stan Hanrahan
- Vecteezy
- Epidemic Sound

### إدارة الفريق الدبلجة:
- كيلين جوف Kellen Goff

### إدارة الأصوات:
- Xander Mobus

### الأنميشن في الإفتتاحية:
- Stan Hanrahan
- Adventure Noises

## وصلات خارجية
5 سنوات لاحقة - 5yl على موقع IMDb
5 سنوات لاحقة - 5yl على الموقع الرسمي